# Джорджтаун (Іллінойс)
Джорджтаун (англ. Georgetown) — місто (англ. city) в США, в окрузі Вермільйон штату Іллінойс. Населення — 3143 особи (2020).

## Географія
Джорджтаун розташований за координатами 39°58′39″ пн. ш. 87°38′7″ зх. д. / 39.97750° пн. ш. 87.63528° зх. д. (39.977407, -87.635383).  За даними Бюро перепису населення США в 2010 році місто мало площу 4,18 км², уся площа — суходіл.

## Демографія
Згідно з переписом 2010 року, у місті мешкали 3474 особи в 1389 домогосподарствах у складі 943 родин. Густота населення становила 831 особа/км².  Було 1537 помешкань (368/км²).
Расовий склад населення:
| - 94,5 % — білих - 2,9 % — чорних або афроамериканців - 0,3 % — корінних американців |

До двох чи більше рас належало 2,0 %. Частка іспаномовних становила 1,2 % від усіх жителів.
За віковим діапазоном населення розподілялося таким чином: 26,7 % — особи молодші 18 років, 57,8 % — особи у віці 18—64 років, 15,5 % — особи у віці 65 років та старші. Медіана віку мешканця становила 36,9 року. На 100 осіб жіночої статі у місті припадало 92,7 чоловіків;  на 100 жінок у віці від 18 років та старших — 88,1 чоловіків також старших 18 років.
Середній дохід на одне домашнє господарство  становив 46 205 доларів США (медіана — 39 750), а середній дохід на одну сім'ю — 53 040 доларів (медіана — 46 186). Медіана доходів становила 41 450 доларів для чоловіків та 28 214 долари для жінок. За межею бідності перебувало 19,5 % осіб, у тому числі 33,8 % дітей у віці до 18 років та 2,8 % осіб у віці 65 років та старших.
Цивільне працевлаштоване населення становило 1273 особи. Основні галузі зайнятості: освіта, охорона здоров'я та соціальна допомога — 29,2 %, виробництво — 21,9 %, науковці, спеціалісти, менеджери — 9,3 %, роздрібна торгівля — 8,8 %.